# Gilberts syndrom
Gilberts syndrom (ofta förkortat GS) är en förhållandevis ofarlig genetisk ämnesomsättningssjukdom som beror på problem med för höga nivåer bilirubin i blodet (hyperbilirubinemi) vilket kan leda till att personen kan bli lätt ikterisk (gulfärgad).
Syndromet har fått sitt namn efter en fransk gastroenterolog vid namn Augustin Nicolas Gilbert. Sjukdomen är ofarlig, och ingen behandling behövs. Den är vanligare hos män än hos kvinnor. Ofta märker man det inte förrän efter puberteten, och ibland märks det inte alls. Cirka tre–sju procent av den vuxna befolkningen har Gilberts syndrom. 
GS är en vanlig, ofta genetisk rubbning som påverkar bilirubinet. Bilirubin är ett kraftigt gulfärgat ämne, och är en av flera slutprodukter från nedbrytningen av hemoglobin i det retikuloendoteliala systemet (RES) framför allt i mjälten. I blodet transporteras sedan bilirubinet med hjälp av proteinet albumin till levern. I levern konjugeras bilirubinet – det binds till ett annat ämne, glukuronsyra och bildar det vattenlösliga bilirubindiglukuronid för att det ska kunna utsöndras via gallan och vidare ut i tarmen där det reduceras till urobilinogen och sedan oxideras till urobilin och sterkobilin. Det är dessa två slutprodukter vars brunröda färg ger avföringen dess färg. Bilirubin däremot är gult; denna färg framträder i hud och ögonvitor vid gallstas (stopp i gallvägarna) och kan synas i blåmärken som håller på att försvinna, och naturligtvis vid Gilberts syndrom.
Vid Gilberts syndrom fungerar konjugeringen i levern till enbart en tredjedel av normal kapacitet, vilket lämnar ett överskott av okonjugerat bilirubin. Detta symptom brukar kallas okonjugerad hyperbilirubinemi. Denna höga koncentration leder till att patienten kan ha gulfärgade ögonvitor eller gulaktig hy, särskilt efter fasta.
Normal bilirubinmängd ligger under 20 mikromol per liter. En person med Gilberts syndrom kan ha bilirubinnivåer kring 40 mikromol per liter. Efter fasta kan bilirubinmängden stiga ända upp till 70–80 mikromol per liter. En del personer med syndromet kan ha så högt som 20–-400 mikromol bilirubin per liter blod. Vid nivåer över 500 mikromol per liter kan bilirubin leda till nervskador. 
Även om ingen behandling behövs för sjukdomen, finns det behandling för förhöjda nivåer av bilirubin. Tidigare användes behandling med Fenemal vilken senare har visat sig kunna ge bieffekter på hjärna samt var beroendeframkallande. I dagsläget används bland annat Rimactan (huvudsakligen använd som tuberkulosmedicin) för behandling av förhöjda bilirubinvärden. Även solljus främst vid våglängder omkring 400–450 nanometer (blått ljus) kan sänka nivåerna av bilirubin hos patienter med Gilberts syndrom.
Vanligtvis finns inga symptom för sjukdomen, men de som lider av det kan uppleva en gulaktig hudton och gula ögonvitor, samt nedsatt aptit och vissa säger sig också lida av viktmiskning och trötthet. Man kan snabbt fastställa en diagnos genom ett enkelt blodprov som visar bilirubinmängden i blodet.
Forskning visar att hög nivå av bilirubin kan hjälpa till att förebygga hjärtattacker. Det ”dåliga” kolesterolet LDL i blodet måste omvandlas till oxiderat LDL innan det kan bilda stockningar i artärerna. Bilirubinet hjälper till att förhindra detta, och förhindrar därmed även hjärtattacker.